# Estación de La Felguera-Vega
La Felguera-Vega es una estación de ferrocarril situada en La Felguera, en el municipio español de Langreo (Principado de Asturias). Forma parte de la red de vía estrecha operada por Renfe Operadora a través su división comercial Renfe Cercanías AM. Está integrada dentro del núcleo de Cercanías Asturias como parte de la línea C-5 (antigua F-5) entre Laviana y Gijón.
En 2024 el conjunto es incluido en la Lista Roja del patrimonio histórico de Hispania Nostra.

## Situación ferroviaria

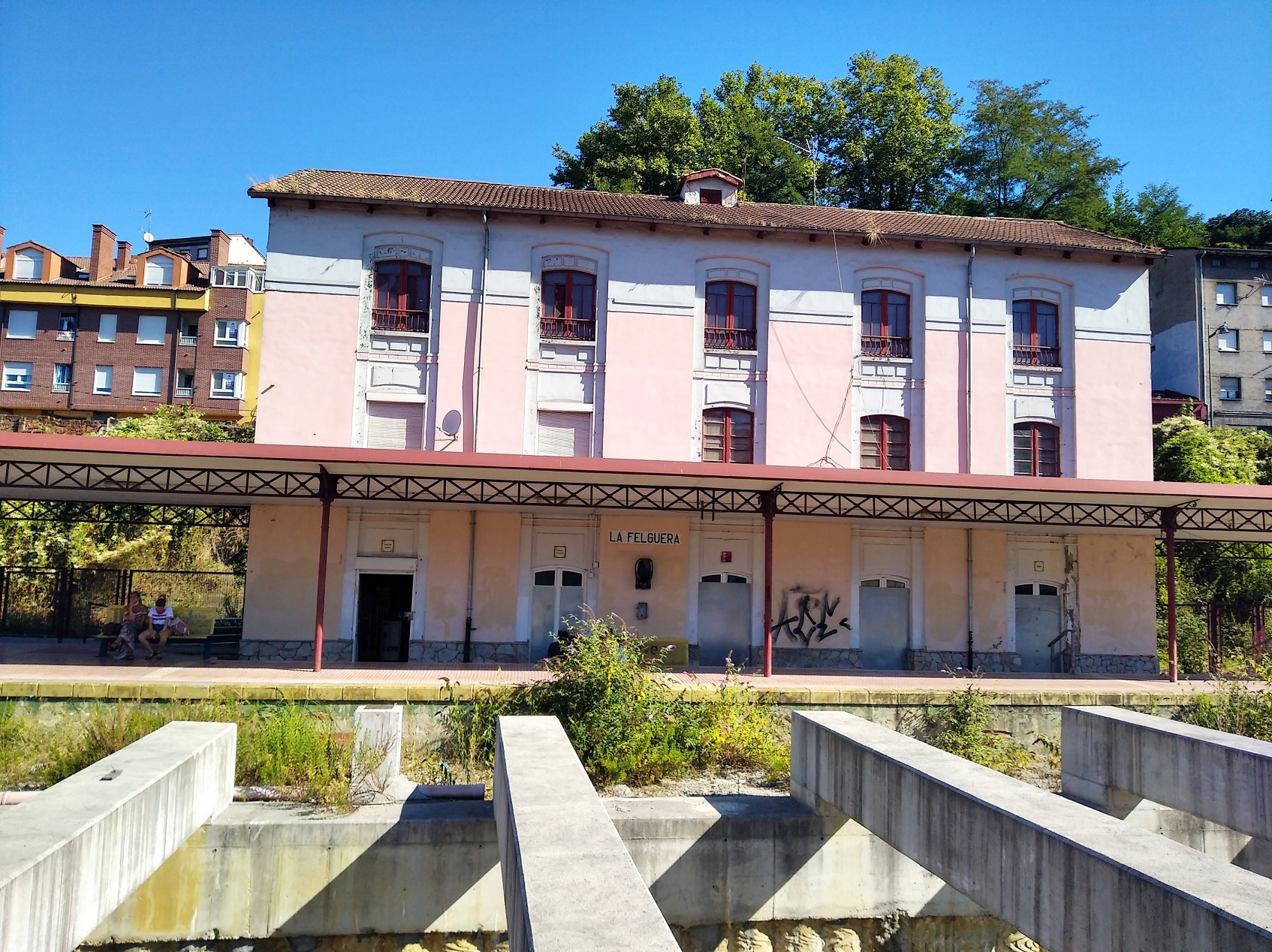
Estación con las obras de soterramiento

Se encuentra en el punto kilométrico 35,79 de la línea férrea de ancho métrico que une Gijón con Laviana a 212,6 metros de altitud. El tramo es de vía doble electrificada.

## Historia
Las instalaciones ferroviarias fueron abiertas al tráfico el 1 de octubre de 1854 con la apertura del tramo Carbayín-Vega (La Felguera), de la línea Gijón-Sama que se completó el 12 de julio de 1856. Las obras corrieron a cargo de la Compañía del Ferrocarril de Langreo, dando lugar a lo que habitualmente se conoce como Ferrocarril de Langreo. Este línea fue una de las primeras en inaugurarse en España. Lo hizo inicialmente con clara vocación minera para dar salida al carbón del Valle de Langreo al puerto de Gijón y usando un ancho de vía internacional que resultaría atípico al generalizarse posteriormente el ancho ibérico.
El 12 de junio de 1972, la difícil situación económica de la compañía que gestionaba el recinto supuso su cesión al Estado. FEVE pasó entonces a ser titular de las instalaciones. En 1983 se decidió un cierre temporal para adaptar la línea al ancho métrico usado por la compañía estatal en su red. Feve mantuvo la gestión hasta que en 2013 la explotación fue atribuida a Renfe Operadora y las instalaciones a Adif
El actual edificio de estación fue construido en 1915 aproximadamente y es similar a otras estaciones de la comarca como la de El Entrego.

### Cese del servicio
Debido al soterramiento de la línea a su paso por La Felguera y Sama, la estación dejará de prestar servicio cuando finalicen dichas obras, previsto para junio de 2025 tras numerosos aplazamientos. La nueva estación, subterránea, se situará en el barrio de La Tejerona, más céntrico.

### Patrimonio histórico
- Estación actual (1915) y andén (1918): se trata del edificios de viajeros y vivienda de jefe de estación que sustituyó a la original del siglo XIX. Sigue el modelo de otras estaciones de la línea pero es la de mayor tamaño. Consta de tres plantas y su aspecto es similar al de una vivienda, con numerosas ventanas, arcos escarzanos, volúmenes, cubierta a dos aguas y reloj. Debido a un talud, una de las fachadas apenas es visible. Unos años después se construyó un andén de hierro forjado para proteger a los viajeros.
- Cocheras (1863): uno de los edificios industriales más antiguos de la comarca. Construida con ladrillo macizo y grandes ventanales. Se encuentran en estado de abandono.
- Almacén (1900): situado junto a la estación, es una nave de ladrillo visto.
- Cabina de enclavamiento (1920): una de las pocas que se conservan en Asturias. Se divide en dos plantas, estando en el segundo piso el cuadro de mandos donde se situaba el técnico frente a los ventanales para observar la playa de vías.
- Oficinas: situado junto a las vías, es un edificio de ladrillo, curvo, en cuya cornisa se puede leer "FCL"
- Casas de empleados (1880): conjunto de viviendas en el barrio de Vega de estilo centroeuropeo.

En junio de 2024 el conjunto es incluido en la Lista del patrimonio en peligro que elabora Hispania Nostra, en la categoría de patrimonio industrial, debido al estado de las instalaciones y el peligro de derribo por parte de Adif. 

## Servicios ferroviarios

### Cercanías
Forma parte de la línea C-5 de Cercanías Asturias, conectando por tanto con Gijón. La frecuencia media es de un tren cada 60 minutos. La frecuencia disminuye durante los fines de semana y festivos.
| procedencia/destino | < estación | Línea | estación >        | destino/procedencia |
| ------------------- | ---------- | ----- | ----------------- | ------------------- |
| Gijón               | Tuilla     |       | Sama-Los Llerones | Laviana             |